# 31. říjen
31. říjen je 304. den roku podle gregoriánského kalendáře (305. v přestupném roce). Do konce roku zbývá 61 dní. Svátek má Štěpána, v církevním kalendáři Wolfgang.

## Události

### Česko
- 1790 – Jean-Pierre Blanchard uskutečnil v Královské oboře první let v Praze balonem s lidskou posádkou. Svůj let zopakoval v Praze při korunovačních oslavách Leopolda II. českým králem v roce 1791.
- 1874 – S postupující chorobou ohluchnutí rezignoval Bedřich Smetana na veškeré své funkce v Národním divadle.
- 1939 – Premiéra české filmové komedie Martina Friče Cesta do hlubin študákovy duše.
- 1959 – Založeno pražské divadlo Semafor hudebníky Jiřím Suchým, Jiřím Šlitrem a klarinetistou Ferdinandem Havlíkem.
- 1967 – Veřejná bezpečnost v Praze brutálně rozehnala pochod studentů, kteří voláním „Chceme světlo!“ protestovali proti vypínání elektřiny na vysokoškolských kolejích.[1]
- 2003 – V České republice přestávají platit 10- a 20haléřové mince.[2]
- 2021 – Spadla lanová dráha na Ještěd

### Svět
- 1517 – Martin Luther uveřejnil 95 tezí proti prodeji odpustků
- 1541 – Michelangelo Buonarroti dokončil malbu Posledního soudu v Sixtinské kapli.
- 1864 – Nevada se stala 36. státem USA.
- 1892 – Arthur Conan Doyle vydal knihu Dobrodružství Sherlocka Holmese.
- 1918 – Maďarská národní rada provedla v Budapešti převrat a vytvořila novou vládu v čele s Mihály Károlyim, načež se rozpadlo Rakousko-Uhersko.
- 1922 – Benito Mussolini se stal nejmladším premiérem v historii Itálie.
- 1940 – Končí Bitva o Británii.
- 1956 – Suezská krize: po předchozím izraelském útoku na Sinaj zahájily Velká Británie a Francie vojenskou operaci proti Násirovu Egyptu s cílem zmocnit se Suezského průplavu.
- 1961 – Z Leninova mauzolea je odstraněno tělo Stalina.
- 2004 – V prvním kole prezidentských voleb na Ukrajině nezvítězil žádný kandidát, do druhého kola postoupili Viktor Janukovyč a opoziční kandidát Viktor Juščenko. Organizace pro bezpečnost a spolupráci v Evropě prohlásila, že volby nevyhověly evropským demokratickým standardům.
- 2014 – Během testů nad Mohavskou pouští havaroval raketoplán VSS Enterprise společnosti Virgin Galactic, jeden pilot zemřel a druhý byl těžce raněn.

## Narození

### Česko

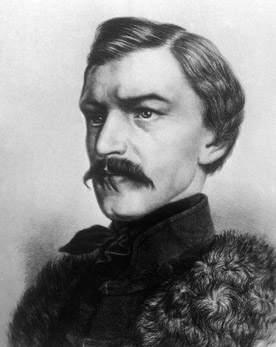
Karel Havlíček Borovský (* 1821)

- 1775 – Antonín Machek, portrétista († 18. listopadu 1844)
- 1821 – Karel Havlíček Borovský, spisovatel a novinář († 29. července 1856)
- 1823 – František Demel, generální vikář litoměřické diecéze († 26. prosince 1900)
- 1836 – Antonín Fiala, amatérský meteorolog († 17. srpna 1912)
- 1840 – Václav Mollenda, spisovatel, básník a policejní úředník († 10. října 1903)
- 1842 – Wolfgang Kusý, právník a politik († 31. ledna 1886)
- 1846 – Bohuslav Čermák, knihovník, básník, literární historik († 9. února 1899)
- 1851 – Alfred August Windischgrätz, politik a šlechtic († 24. listopadu 1927)
- 1871 – Ota Bubeníček, český malíř († 10. září 1962)
- 1875 – Jaroslav Galia, hudební skladatel a diplomat († 22. května 1941)
- 1877 – Helena Malířová, česká novinářka a spisovatelka († 17. února 1940)
- 1879 – Karel Hašler, herec, textař, skladatel, spisovatel, dramatik, režisér († 22. prosince 1941)
- 1891 – Hubert Aust, architekt († 20. prosince 1955)
- 1896 – Emanuel Frinta, český malíř († 3. února 1970)
- 1900
  - Martin Lecián, český kasař a sériový vrah († 6. října 1927)
  - Ivan Sekanina, levicový novinář, právník a bojovník proti fašismu († 21. května 1940)
- 1904
  - Karel Balíček, malíř († 25. března 1985)
  - Rudolf Burkert, československý sportovec německé národnosti († ? 1985)
  - Vlasta Jelínková, česká herečka († 26. října 1988)
- 1908 – Karel Štěch, malíř († 29. července 1982)
- 1909 – Zdeněk Gina Hašler, herec a režisér († 11. listopadu 1972)
- 1911 – Karel Dvořáček, spisovatel († 20. srpna 1945)
- 1914 – Bohumír Popelář, psycholog, historik, spisovatel († 20. července 1969)
- 1915 – František Hájek, psychiatr († 7. ledna 2001)
- 1918 – Vlasta Matulová, herečka († 18. dubna 1989)
- 1921 – Čestmír Vidman, básník, esperantista († 18. října 2013)
- 1923 – Josef Ezr, basketbalista, mistr Evropy († 2. listopadu 2013)
- 1926 – Jaroslav Kudrna, český historik, filosof a jazykovědec († 21. března 1996)
- 1928
  - Alois Veselý, sbormistr, dirigent, klarinetista, hudební skladatel a pedagog († 1. srpna 1996)
  - Karel Macek, český chemik († 21. prosince 2011)
- 1933 – Evžen Neustupný, archeolog († 14. ledna 2021)
- 1934 – Eduard Bakalář, český psycholog († 18. února 2010)
- 1936 – Pavel Šváb, český grafik a typograf, hudebník, zpěvák a divadelník († 2010)
- 1941 – Miroslav Verner, český archeolog a egyptolog
- 1944 – Jana Koubková, jazzová zpěvačka
- 1945 – Rostislav Vaněk, český tvůrce písma, typograf a pedagog
- 1947 – Jindřich Valouch, politik a poslanec († 1. března 2010)
- 1951
  - Tomáš Najbrt, český skladatel a multiinstrumentalista
  - Michael Vít, hlavní hygienik České republiky
- 1953 – Petr Vichnar, český sportovní redaktor a televizní komentátor
- 1956 – Jan Paul, malíř
- 1959 – Martin Mainer, český umělec a pedagog malby
- 1977 – Helena Zitková, česká vědkyně v oblasti pedagogiky
- 1982 – Tomáš Plekanec, lední hokejista

### Svět

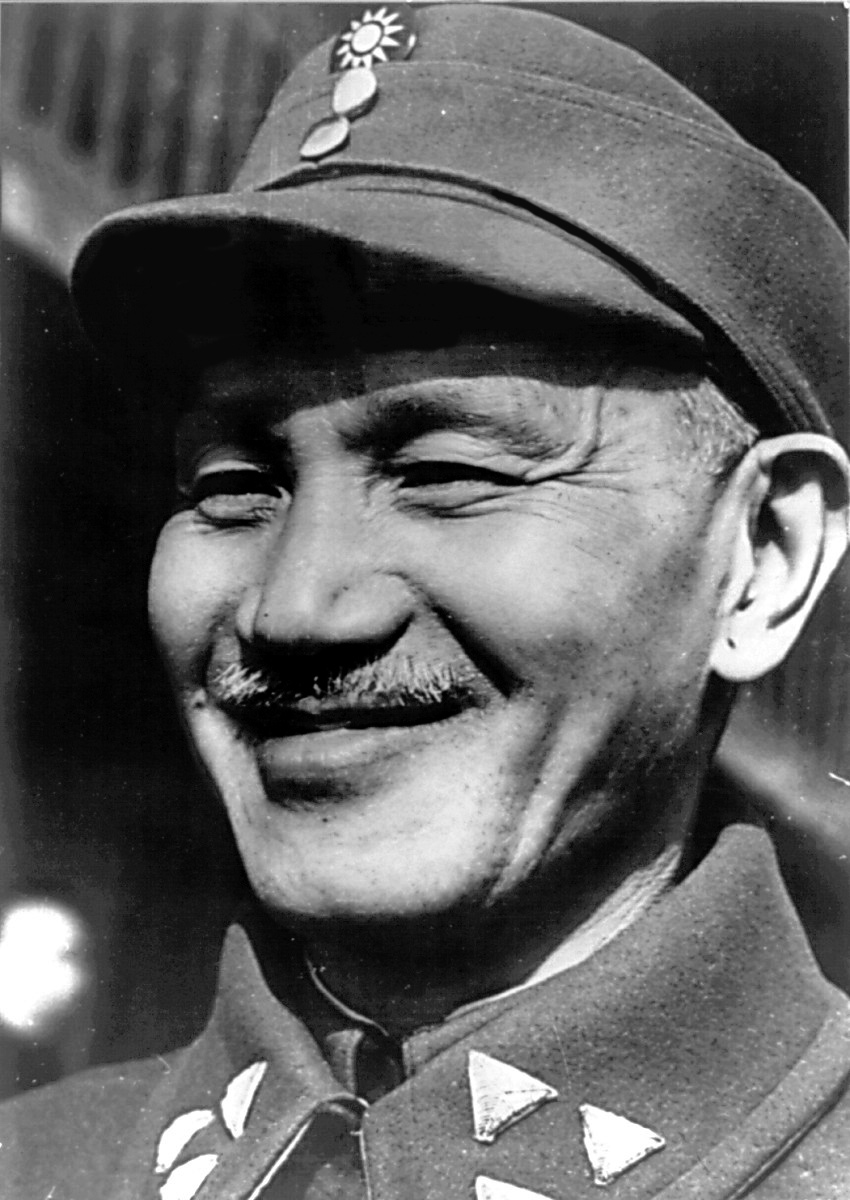
Čankajšek (* 1887)

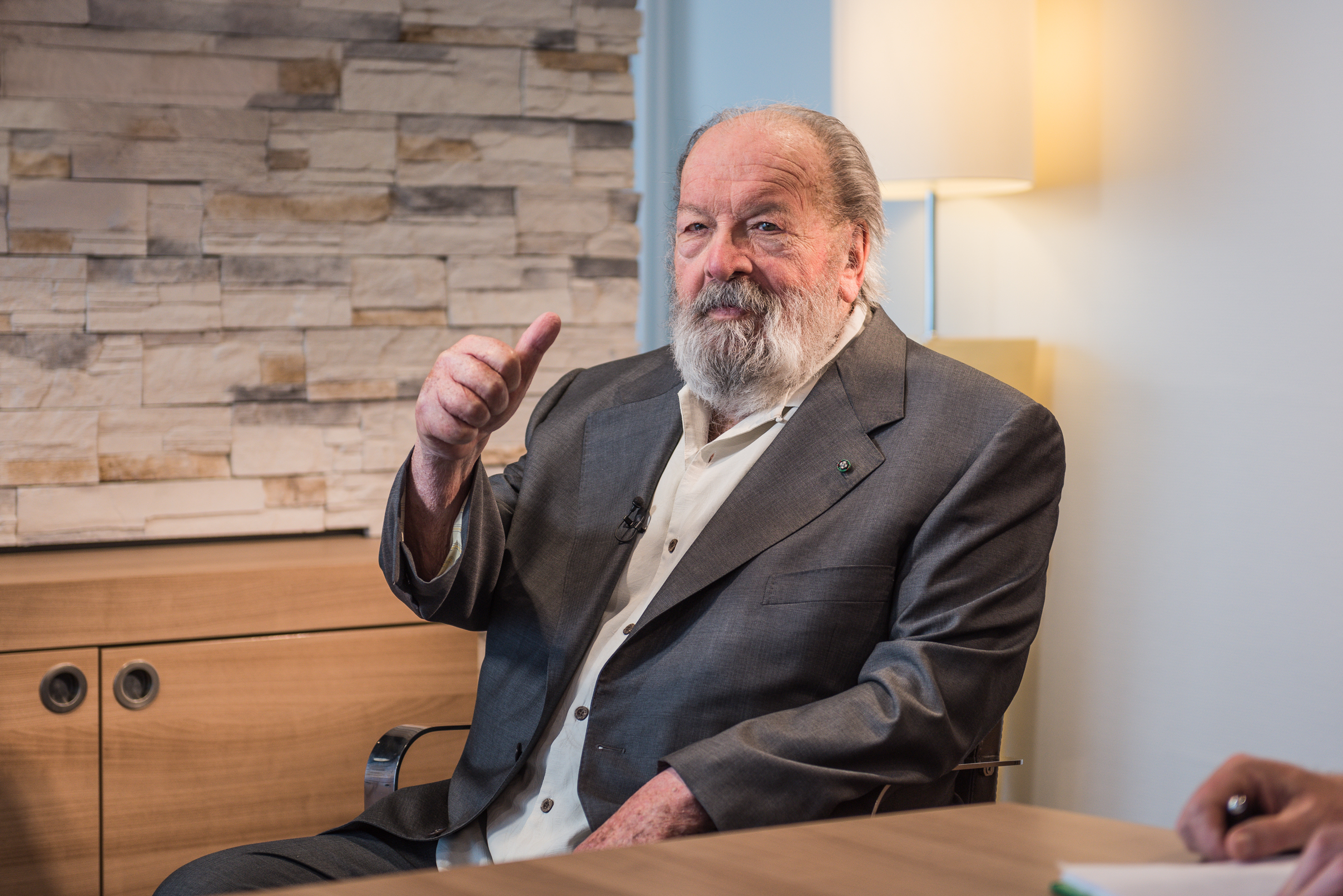
Bud Spencer (* 1929)

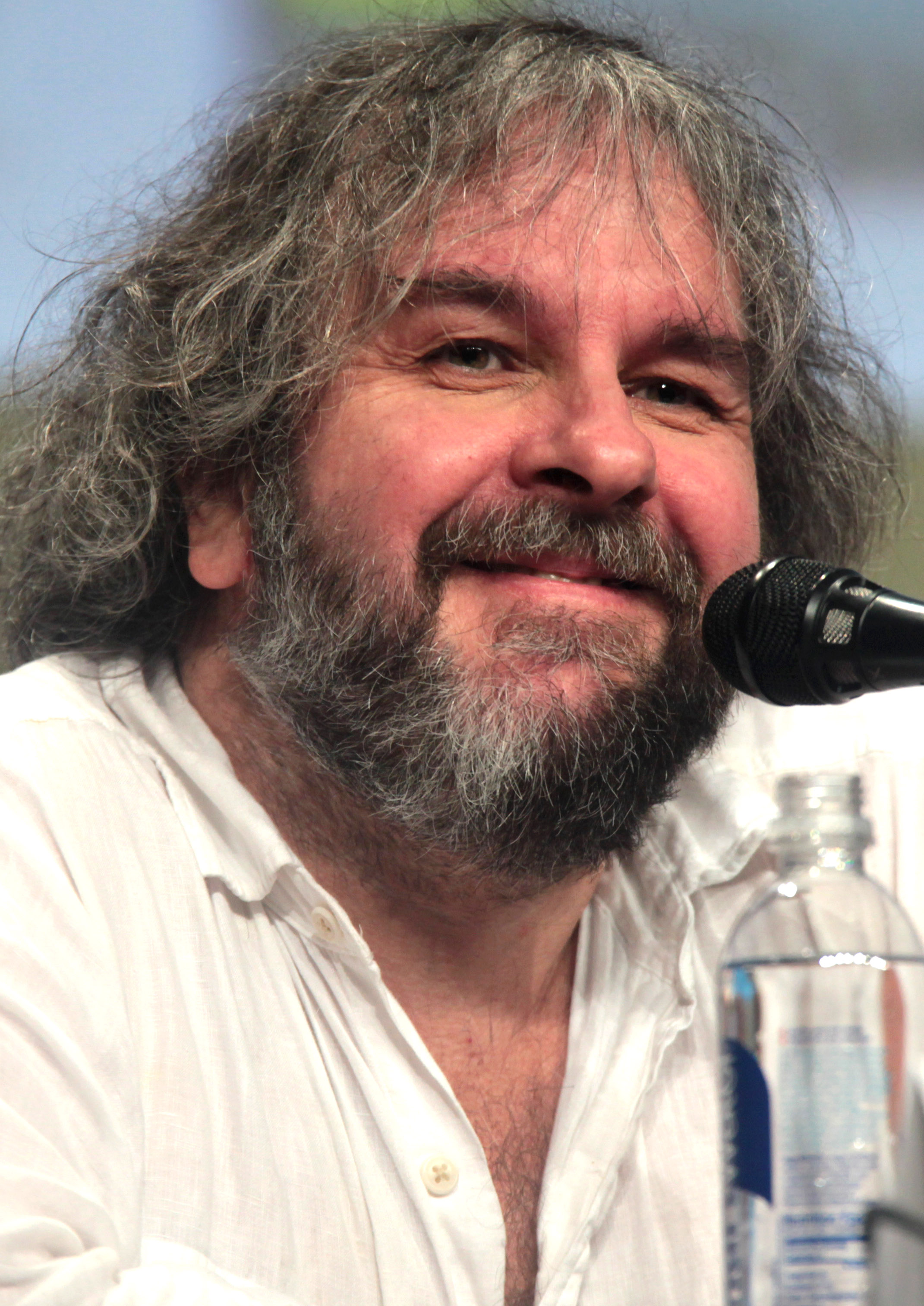
Peter Jackson (* 1961)

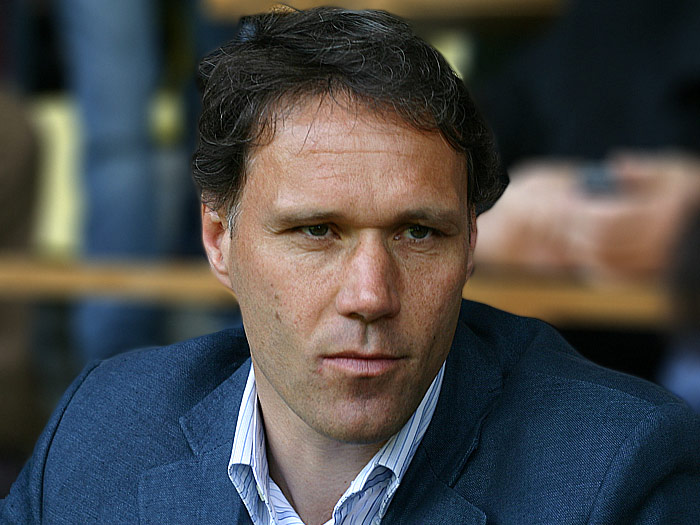
Marco van Basten (* 1964)

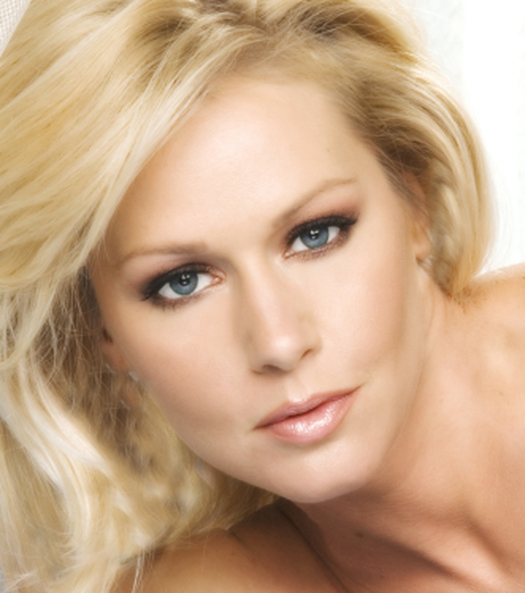
Beverly Lynne (* 1973)

- 1345 – Ferdinand I. Portugalský, portugalský král († 22. října 1383)
- 1424 – Vladislav III. Varnenčik, uherský a polský král († 10. listopadu 1444)
- 1472 – Wang Jang-ming, čínský filosof a státník († 9. ledna 1529)
- 1521 – Šehzade Mehmed, syn osmanského sultána Sulejmana I. († 7. listopadu 1543)
- 1538 – Caesar Baronius, kardinál, zakladatel moderní katolické církevní historiografie († 30. června 1607)
- 1604 – Baccio del Bianco, italský barokní architekt, štukatér, scénograf a malíř († červenec 1657)
- 1620 – John Evelyn, anglický přírodovědec a spisovatel († 27. února 1706)
- 1632 – Jan Vermeer, nizozemský barokní malíř († 15. prosince 1675)
- 1636 – Ferdinand Maria Bavorský, bavorský kurfiřt († 26. května 1679)
- 1638 – Meindert Hobbema, nizozemský malíř († 7. prosince 1709)
- 1705 – papež Klement XIV. († 22. září 1774)
- 1761 – Armand de Vignerot du Plessis, francouzský revolucionář († 4. května 1800)
- 1793 – James Dunlop, australský astronom († 22. září 1848)
- 1795 – John Keats, britský básník († 23. února 1821)
- 1815
  - Andrew Jackson Downing, americký zahradní architekt († 28. července 1852)
  - Karl Weierstrass, německý matematik († 19. února 1897)
- 1818 – Franz Karl von Becke, rakouský ministr financí a obchodu († 15. ledna 1870)
- 1822 – Francis Frith, anglický krajinářský fotograf († 25. února 1898)
- 1825
  - Charles Martial Lavigerie, arcibiskup v Alžíru a kardinál († 26. listopadu 1892)
  - Eugen Kvaternik, chorvatský politik († 11. října 1871)
- 1835
  - Krišjānis Barons, lotyšský spisovatel, sběratel lidových písní († 8. března 1923)
  - Adolf von Baeyer, německý chemik, nositel Nobelovy ceny za chemii († 20. srpna 1917)
- 1838 – Ludvík I. Portugalský, král Portugalska († 19. října 1889)
- 1851 – Luisa Švédská, dánská královna († 20. března 1926)
- 1853 – Nikolaj Kibalčič, ruský revolucionář, vrah cara Alexandra II. († 15. dubna 1881)
- 1854
  - Otto Sverdrup, norský námořník, polárník a objevitel († 26. listopadu 1930)
  - Adolf Erman, německý egyptolog († 26. června 1937)
- 1857 – Axel Munthe, švédský lékař, spisovatel, pacifista a ochránce zvířat († 11. února 1949)
- 1858 – Maximilian Njegovan, rakousko-uherský admirál († 1. července 1930)
- 1864 – Einar Benediktsson, islandský básník († 12. ledna 1940)
- 1874 – Paul Ende, německý politik († 23. února 1957)
- 1880 – Michail Tomskij, ruský bolševický vůdce († 22. srpna 1936)
- 1883
  - Marie Laurencinová, francouzská malířka a básnířka († 8. června 1956)
  - Tony Wilding, australský tenista († 9. května 1915)
- 1885 – Karl Radek, sovětský komunistický politik († 19. května 1939)
- 1887 – Čankajšek, čínský politik († 5. dubna 1975)
- 1892 – Alexandr Aljechin, ruský šachista († 24. března 1946)
- 1895 – Basil Liddell Hart, britský vojenský teoretik a historik († 29. ledna 1970)
- 1902 – Abraham Wald, americký matematik († 13. prosince 1950)
- 1903 – Joan Robinsonová, anglická ekonomka († 5. srpna 1983)
- 1905 – Harry Harlow, americký psycholog († 6. prosince 1981)
- 1912
  - Jean Améry, filosof a spisovatel rakouského původu († 17. října 1978)
  - Anton Thumann, nacistický válečný zločinec († 8. října 1946)
- 1913 – Hubert Petschnigg, rakouský architekt († 15. září 1997)
- 1920
  - Gunnar Gren, švédský fotbalista († 10. listopadu 1991)
  - Fritz Walter, německý fotbalista († 18. června 2002)
  - Dick Francis, anglický žokej a spisovatel detektivních románů († 14. února 2010)
  - Helmut Newton, australský fotograf německého původu († 23. ledna 2004)
- 1922 – Illinois Jacquet, americký tenorsaxofonista († 22. července 2004)
- 1925 – John Pople, anglický chemik, laureát Nobelovy ceny († 15. března 2004)
- 1927 – Branko Petranović, srbský právník a historik († 17. června 1994)
- 1928 – Andrew Sarris, americký filmový kritik († 20. června 2012)
- 1929 – Bud Spencer, italský herec, scenárista a sportovec († 27. června 2016)
- 1930
  - Michael Collins, americký astronaut († 28. dubna 2021)
  - Booker Ervin, americký saxofonista († 31. července 1970)
- 1933 – Narriman Sadek, egyptská královna a druhá manželka Farúka I. († 16. února 2005)
- 1935
  - David Harvey, britský geograf a sociální teoretik
  - Muhammad Husajn Tantáví, egyptský polní maršál a politik († 21. září 2021)
- 1936 – Nicolás de Jesús López Rodríguez, kardinál z Dominikánské republiky
- 1937 – Tom Paxton, americký folkový písničkář, zpěvák a kytarista
- 1939
  - Ali Farka Touré, malijský kytarista († 7. března 2006)
  - John Guerin, americký bubeník († 5. ledna 2004)
- 1942
  - Daniel Roth, francouzský varhaník, skladatel a pedagog
  - David Ogden Stiers, americký herec a hudebník († 3. března 2018)
- 1944
  - Alberto Fernández de Rosa, argentinský herec
  - Zoltán Pásztory, maďarský hudebník († 1. května 2005)
- 1946
  - Norman Lovett, britský herec a komik
  - Jaap Eggermont, nizozemský bubeník a hudební producent
- 1947
  - Frank Shorter, americký olympijský vítěz v maratonu 1972
  - Herman Van Rompuy, předseda Evropské rady, předseda vlády Belgie
- 1950
  - Zaha Hadid, britská architektka iráckého původu († 31. března 2016)
  - John Candy, kanadský herec († 4. března 1994)
  - Davorin Kračun, slovinský politik a ekonom
- 1952 – Mari Jungstedtová, švédská novinářka a spisovatelka
- 1955 – Erich Prinz von Lobkowicz, prezident německé asociace Maltézského řádu
- 1958 – Jeannie Longová, bývalý francouzská závodnice v cyklistice, olympijská vítězka
- 1959 – Neal Stephenson, americký spisovatel
- 1960 – Kýros Rezá Pahlaví, titulární íránský šáh z dynastie Pahlaví
- 1961
  - Peter Jackson, novozélandský filmový režisér
  - Larry Mullen mladší, irský hudebník, bubeník skupiny U2
- 1963
  - Dunga, bývalý brazilský fotbalista a trenér
  - Dermot Mulroney, americký herec
- 1964 – Marco van Basten, nizozemský fotbalista a trenér
- 1970 – Linn Berggrenová, švédská zpěvačka a členka skupiny Ace of Base
- 1973 – Beverly Lynne, americká herečka
- 1974 – Marián Miezga, slovenský herec
- 1976
  - Guti, španělský fotbalista
  - Piper Perabo, americká herečka
- 1981 – Frank Iero, kytarista skupiny My Chemical Romance, zpěvák kapely Leathermouth
- 1985 – Kerron Clement, atlet USA
- 1988 – Sébastien Buemi, švýcarský pilot Formule 1, Lizzy Yarnoldová britská skeletonistka
- 1991 – Charles Piutau, tonžský ragbista
- 2002 – Ansu Fati, guinejsko-bissaucko-španělský fotbalista
- 2005 –  Leonor, kněžna asturská, španělská korunní princezna

## Úmrtí

### Česko

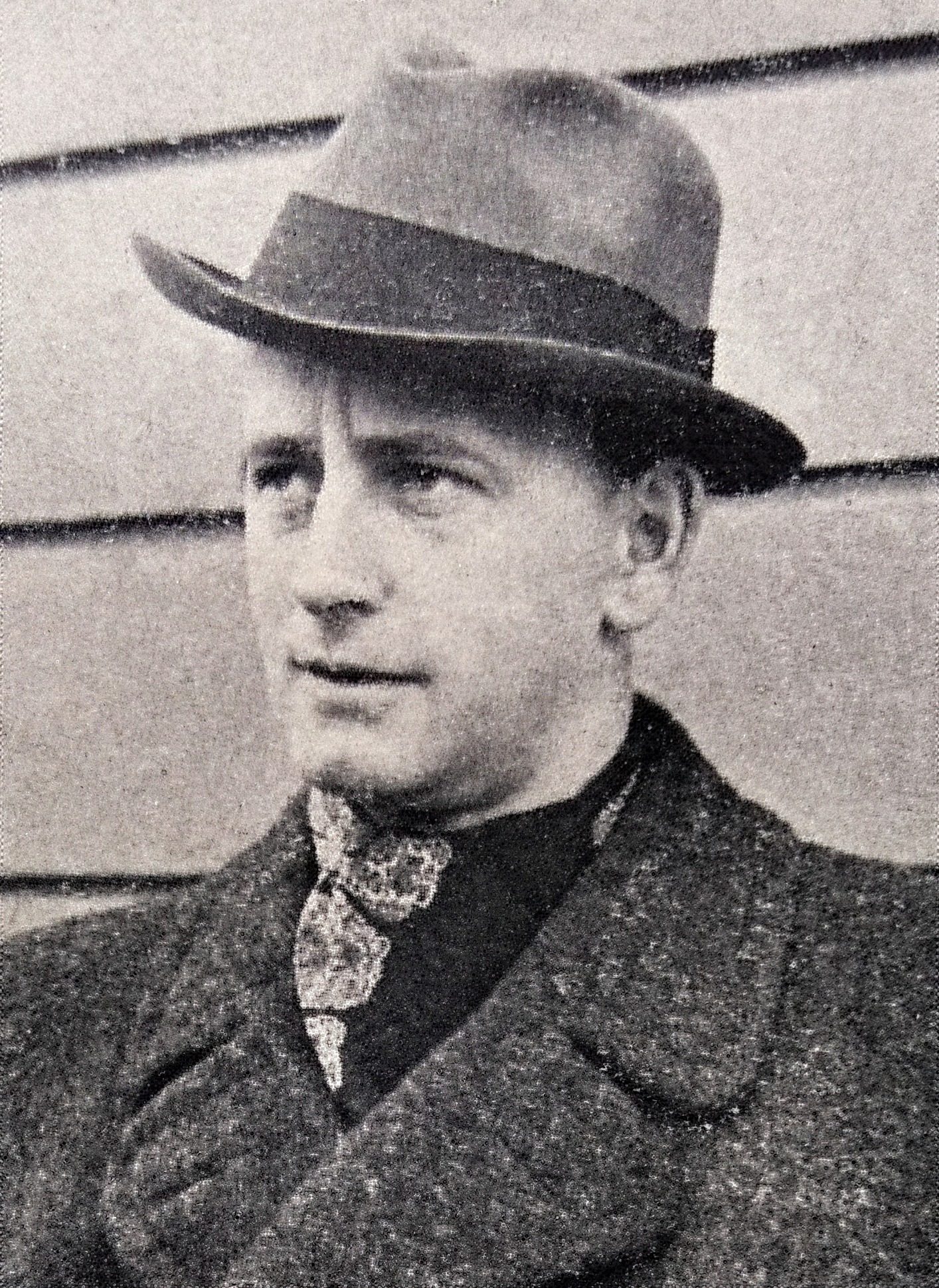
Miloš Nedbal († 1982)

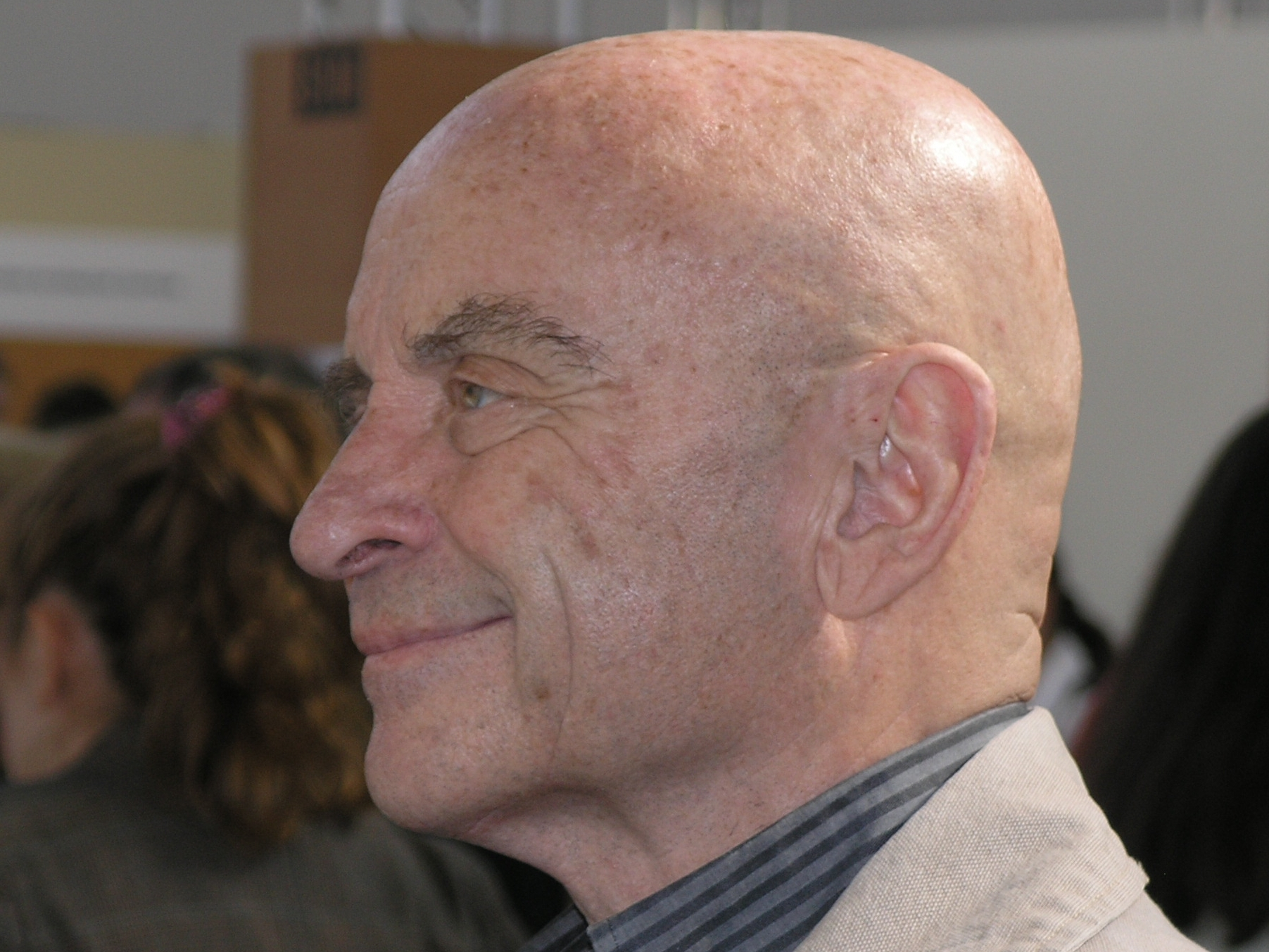
Bořivoj Navrátil († 2011)

- 1776 – Maxmilián z Hamiltonu, olomoucký biskup (* 17. března 1714)
- 1796 – Martin Tadeáš Slavíček, olomoucký teolog a pedagog (* 15. října 1719)
- 1817 – Tadeáš Haenke, botanik, cestovatel a objevitel (* 5. prosince 1761)
- 1891 – Eleonora Šomková, snoubenka Karla Hynka Máchy (* 25. února 1817)
- 1899 – Klotylda Clam-Gallasová, česko-rakouská šlechtična a kněžna z Ditrichštejna (* 26. června 1828)
- 1911 – Jaroslav Kamper, novinář a kritik (* 12. srpna 1871)
- 1919 – Friedrich Legler, pedagog, novinář, poslanec Českého zemského sněmu (* 1. ledna 1852)
- 1924
  - Jaroslav Hlava, patologický anatom (* 7. května 1855)
  - Karl Čermak, československý politik německé národnosti (* 26. května 1881)
- 1927 – Emil Kozánek, hudební organizátor, hudebník a advokát (* 12. května 1856)
- 1937 – Jan Hrouda, československý politik (* 23. července 1879)
- 1946 – Jan Laichter, nakladatel a knihkupec (* 28. prosince 1858)
- 1949 – Jindřich Bišický, válečný fotograf (* 11. února 1889)
- 1951 – Oskar Josef Odstrčil, evangelický duchovní, knihovník TGM a spisovatel (* 27. září 1891)
- 1954 – Josef František Munclingr, operní pěvec (* 13. září 1888)
- 1968 – Vojtěch Sucharda, sochař, řezbář a loutkář (* 6. ledna 1884)
- 1974 – Jaroslav Moravec, knihkupec, redaktor, spisovatel a překladatel (* 1. října 1900)
- 1975 – Antonín Strnadel, malíř, grafik a ilustrátor (* 10. května 1910)
- 1976 – Ivan Weiss, divadelní režisér (* 22. prosince 1921)
- 1978 – František Šterc, československý fotbalový reprezentant (* 27. ledna 1912)
- 1980 – Jan Werich, herec (* 6. února 1905)
- 1982 – Miloš Nedbal, herec (* 28. května 1906)
- 1983 – Miloslav Baláš, spisovatel, historik a překladatel (* 22. října 1907)
- 1991 – Ella Šárková, herečka (* 23. září 1906)
- 2003 – Karel Paulus, volejbalový hráč a trenér (* 3. ledna 1933)
- 2006 – Josef Boháč, hudební skladatel (* 26. března 1929)
- 2011 – Bořivoj Navrátil, herec (* 26. září 1933)
- 2012 – Vladimír Nedvěd, vojenský letec (* 27. března 1917)
- 2013 – Jaroslav Putík, spisovatel (* 25. července 1923)
- 2020 – Rudolf Zahradník, fyzikální chemik (* 20. října 1928)

### Svět

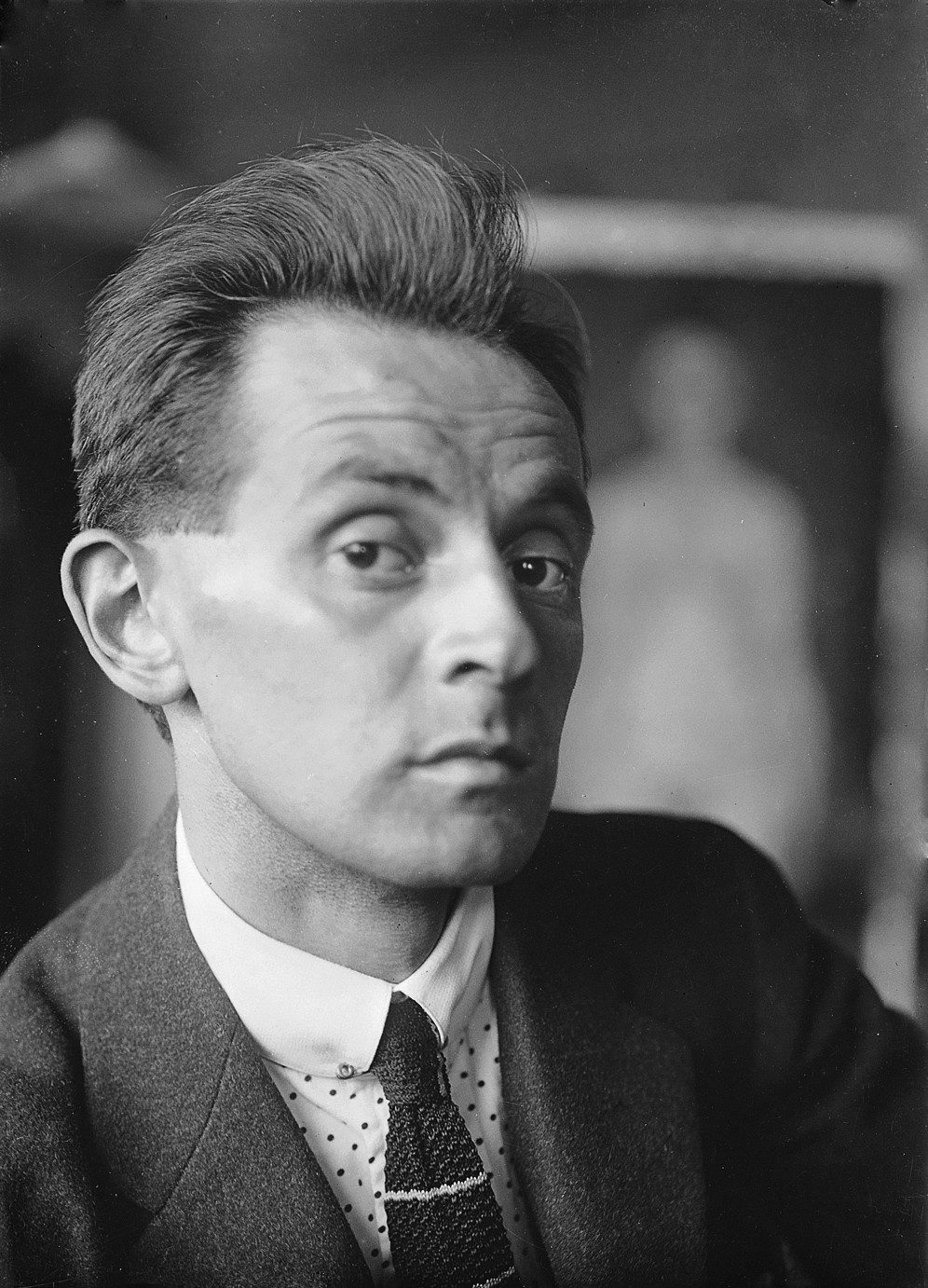
Egon Schiele († 1918)

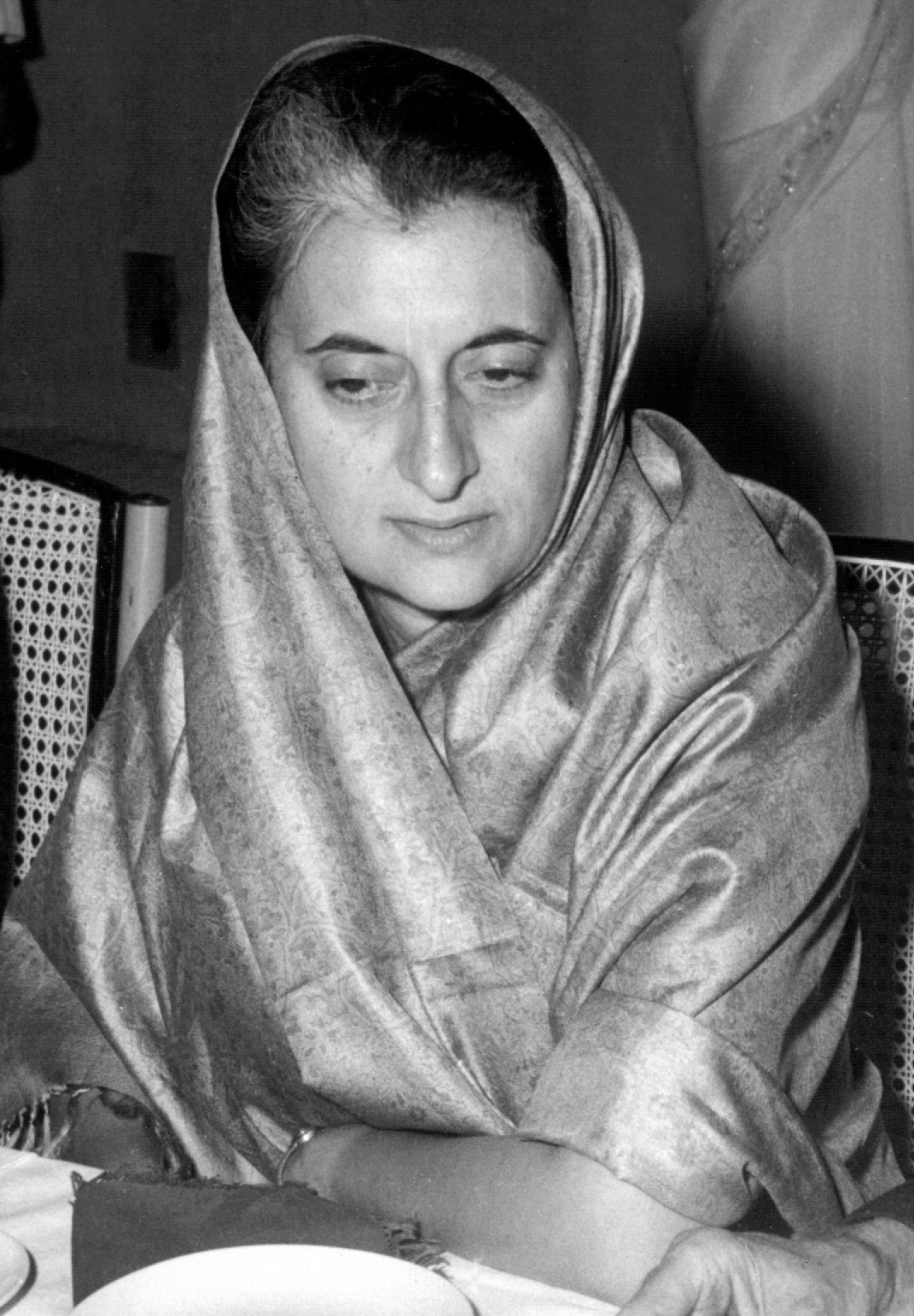
Indira Gándhíová († 1984)

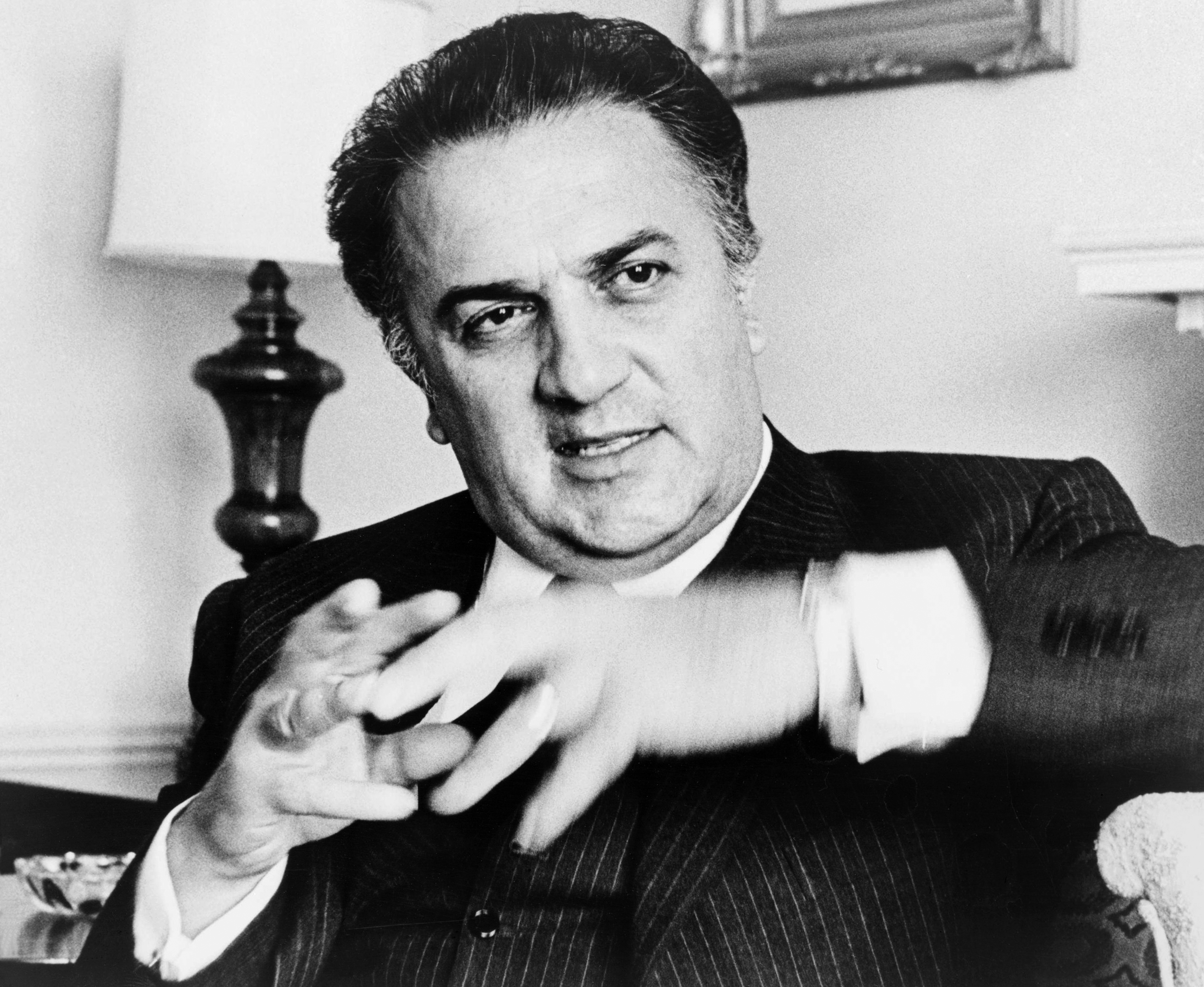
Federico Fellini († 1993)

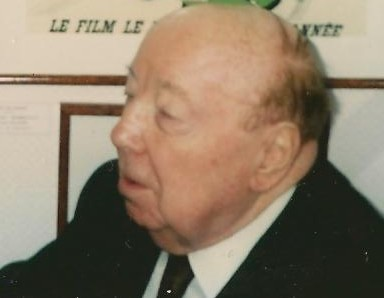
Marcel Carné († 1996)

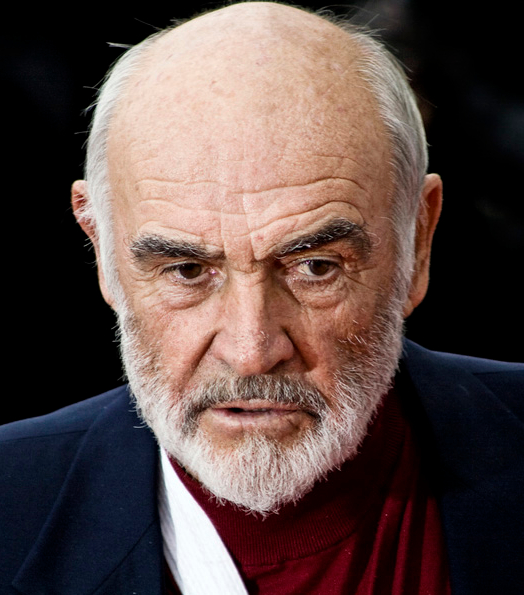
Sean Connery († 2020)

- 1214 – Eleonora Anglická, kastilská královna, manželka Alfonse VIII. (* 13. října 1162)
- 1448 – Jan VIII. Palaiologos, byzantský císař (* 18. prosince 1392)
- 1517 – Fra Bartolomeo, italský malíř (* 28. března 1472)
- 1566 – Matouš Cythardus, probošt litoměřické kapituly (* 2. února 1522)
- 1618 – Karel Rakouský, markrabě z Burgau, hrabě nellenburský a hohenberský, vnuk císaře Ferdinanda I. Habsburského (* 22. listopadu 1560)
- 1621 – Jan Bok, lužický básník, pedagog a politik (* 25. prosince 1569)
- 1644 – Íñigo Vélez de Guevara, španělský politik a diplomat (* 1566)
- 1664 – Vilém Fridrich Nasavsko-Dietzský, hrabě Nasavsko-Dietzský a místodržitel Fríska, Drentska a Groningenu (* 7. srpna 1613)
- 1723 – Cosimo III. Medicejský, toskánský velkovévoda (* 14. srpna 1642)
- 1732 – Viktor Amadeus II., vévoda savojský, král sicilský a sardinský (* 14. května 1666)
- 1733 – David Boyle, 1. hrabě z Glasgow, britský politik a šlechtic (* 1666)
- 1744 – Leonardo Leo, italský hudební skladatel (* 5. srpna 1694)
- 1768 – Francesco Maria Veracini, italský houslista a hudební skladatel (* 1. února 1690)
- 1785 – Fridrich II. Hesensko-Kasselský, hesenský kníže (* 14. srpna 1720)
- 1786 – Amélie Sofie Hannoverská, druhá dcera britského krále Jiřího II. (* 10. června 1711)
- 1793
  - Pierre Vergniaud, francouzský revolucionář (* 31. května 1753)
  - Jacques Pierre Brissot, francouzský revolucionář (* 14. ledna 1754)
- 1806 – Utamaro Kitagawa, japonský malíř (* 1753)
- 1830 – Petr I. Petrović-Njegoš, černohorský vladyka (* 1747)
- 1851 – Petr II. Petrović-Njegoš, pravoslavný metropolita a vladyka Černé Hory (* 13. listopadu 1813)
- 1858 – Carl Thomas Mozart, druhý syn Wolfganga Amadea Mozarta (* 21. září 1784)
- 1860 – Josef Kornhäusel, rakouský architekt (* 13. listopadu 1782)
- 1867 – William Parsons, irský astronom (* 17. června 1800)
- 1878 – Louis-Antoine Garnier-Pagès, francouzský politik (* 16. února 1803)
- 1900 – Eugène Cuvelier, francouzský fotograf (* 6. dubna 1837)
- 1914 – Adolf Bachmann, rakouský historik a politik (* 27. ledna 1849)
- 1916
  - Chuang Sing, čínský politik, revolucionář a první vrchní velitel vojenských sil Čínské republiky (* 25. října 1847)
  - Charles Taze Russell, americký kazatel a náboženský reformátor (* 16. února 1852)
- 1918 – Egon Schiele, rakouský malíř a kreslíř (* 12. června 1890)
- 1921
  - Anton Dachler, rakouský architekt a stavební inženýr (* 17. ledna 1841)
  - Johannes Thummerer, německý knihovník a spisovatel (* 17. prosince 1888)
- 1924 – Arnold Bobok, československý politik slovenské národnosti (* 9. dubna 1876)
- 1925
  - Michail Frunze, sovětský politik a vojenský velitel (* 2. února 1885)
  - Max Linder, francouzský herec-komik a režisér (* 16. prosince 1883)
- 1926 – Harry Houdini, americký iluzionista (* 24. března 1874)
- 1929 – Norman Pritchard, indický filmový herec a sprinter, dvojnásobný olympijský medailista (* 23. června 1877)
- 1939
  - Lev Nowakowski, polský kněz, mučedník, blahoslavený (* 28. června 1913)
  - Otto Rank, rakouský psychoanalytik (* 22. dubna 1884)
- 1941 – Vilém Julius Josef Hauner, český vojenský historik (* 28. dubna 1877)
- 1942 – Betty Karpíšková, československá politička (* 14. června 1881)
- 1943 – Max Reinhardt, rakouský divadelní režisér (* 9. září 1873)
- 1944 – Vendelín Opatrný, československý velitel, padl u Dukelského průsmyku (* 10. března 1908)
- 1952 – Andreas Markusson, norský spisovatel (* 7. března 1893)
- 1971 – Gerhard von Rad, německý luterský teolog (* 21. října 1901)
- 1981 – Georges Brassens, francouzský písničkář (* 22. října 1921)
- 1984
  - Eduardo De Filippo, italský dramatik, herec a básník (* 24. května 1900)
  - Indira Gándhíová, indická politička (* 19. listopadu 1917)
- 1986 – Robert Mulliken americký chemik, nositel Nobelovy ceny (* 7. června 1886)
- 1988 – George Uhlenbeck, nizozemský fyzik (* 6. prosince 1900)
- 1989 – Conrad Beck, švýcarský skladatel a hudební režisér (* 1. června 1901)
- 1993
  - Anatole Saderman, argentinský fotograf (* 6. března 1904)
  - Federico Fellini, italský filmový režisér a scenárista (* 20. ledna 1920)
  - River Phoenix, americký herec (* 23. srpna 1970)
- 1996 – Marcel Carné, francouzský filmový režisér (* 18. srpna 1906)
- 1999 – Immanuel Jakobovits, vrchní rabín Velké Británie (* 8. února 1921)
- 2002 – Anton Malloth, dozorce v Terezíně (* 13. února 1912)
- 2006 – Pieter Willem Botha, prezident Jihoafrické republiky (* 12. ledna 1916)
- 2011 – Flórián Albert, maďarský fotbalista (* 15. září 1941)
- 2013 – Bobby Parker, americký kytarista a zpěvák (* 31. srpna 1937)
- 2020 – Sean Connery, skotský herec (* 25. srpna 1930).
- 2023 – Thomas Mattingly, americký vojenský letec a astronaut (* 17. března 1936)

## Svátky

### Česko
- Štěpánka, Štěpána
- Vlk
- Vok
- Volfgang, Wolfgang
- Korona

### Svět
- Halloween
- Světový den měst
- Světový den spoření
- Indie: Den národní jednoty

### Liturgický kalendář
- Svatý Wolfgang
- řada protestantských církví slaví Den reformace

| 31. říjen v pražském KlementinuÚdaje jsou platné k 11. 3. 2025. | 31. říjen v pražském KlementinuÚdaje jsou platné k 11. 3. 2025. | 31. říjen v pražském KlementinuÚdaje jsou platné k 11. 3. 2025. |
| minimum                                                         | denní průměr                                                    | maximum                                                         |
| --------------------------------------------------------------- | --------------------------------------------------------------- | --------------------------------------------------------------- |
| −7,5 °C (1920)                                                  | 7,2 °C (od 1961)                                                | 22,7 °C (2001)                                                  |